# Школа № 27 (Магадан)
Школа № 27 Магадана, ныне Муниципальное автономное общеобразовательное учреждение «Лицей (эколого-биологический)») — общеобразовательное учреждение в городе Магадан Магаданской области России.
Фактический адрес: Российская Федерация, 685007, г. Магадан, ул. Колымская, д. 8.
Открыта решением Магаданского горисполкома № 741 от 10 августа 1984 года как средняя школе № 27. В 1992 г. преобразована в эколого-биологический лицей.
Родоначальник городской (в ряде годов с областным участием) научной конференции школьников
, проходившая многие годы на базе эколого-биологического лицея.
Экологическая практика, традиционно организуемая в летний период, позволяет отрабатывать практические навыки по выращиванию овощных культур в условиях Крайнего Севера.
Лауреат Всероссийского конкурса «Школа — территория здоровья» (2004).

## История
- 1984 г. — год образования[6]
- 1992 г. — школа № 27 реорганизована в эколого-биологическую школу — лицей (ЭБШЛ № 27)[6]
- 1994 г. — эколого-биологическая школа зарегистрирована в МОУ «Эколого-биологическая школа-лицей № 27»[6]
- 1996 г. — на базе эколого-биологического лицея № 27 состоялась первая региональная Северо-Восточная конференция по экологическому образованию. Обсуждались вопросы экологического образования дошкольников и учеников школ, учреждений дополнительного образования и вузов[7].
- 1999 г. — переименование на МОУ «Лицей (эколого-биологический)»[6]
- 2010 г. — переименование в МБОУ «Лицей (эколого-биологический)»[6]
- 2013 г. — лицей изменил свой статус на автономное общеобразовательное учреждение[6]
- 2021 г. — открыт современный кабинет робототехники[8]
- 2022 г. — 9 июня в эколого-биологическом лицее прошла Международная акция «Сад памяти», на которой высадили 27-милионное в России дерево в память о 27 миллионах погибших в Великой Отечественной войне.

Почетное право высадить дерево получила ветеран — труженица тыла Мария Ротваль
- 2023 г. — отремонтирован спортзал[10]
- 2024 г. - одним из восьми делегатов от Магаданской области на Съезде Движения Первых стала Виолетта Озерова из экологического лицея [11]

## Сотрудники

### Директора
- Турченкова Т. И.[6]
- Саранчук В. П.
- Сотникова Н. Н.
- Абрамов С. В.
- Карабайкин В. П.
- Андриенко Н. Р.
- Мельничук Н. С.

## Выпускники
Николай Аброськин, Константин Сиротенко, Алексей Попов — участники СВО, награждены орденами Мужества. Им установлены мемориальные доски на территории 27 школы. Алексей Чертков, артист балета, педагог-хореограф, участник СВО. Ему установлена мемориальная доска на здании Дворца детского (юношеского) творчества